# Corporación de Promoción y Defensa de los Derechos del Pueblo
Corporación de Promoción y Defensa de los Derechos del Pueblo (CODEPU) es una organización no gubernamental (ONG) chilena, dedicada a la promoción y defensa de los derechos humanos. 

## Historia
Fue fundada en noviembre de 1980, como Comité de Defensa de los Derechos del Pueblo, para denunciar los crímenes de lesa humanidad perpetrados por la dictadura de Augusto Pinochet (1973-1990) y prestar ayuda a sus víctimas.
Sus fundadores fueron asistentes sociales y abogados que habían trabajado en la Vicaría de la Solidaridad y salían de ella en medio de la discusión acerca de si la repartición católica debía o no prestar ayuda a personas acusadas de delitos de sangre en el contexto de la lucha contra la dictadura. Entre sus fundadores se encontraban la abogada Fabiola Letelier del Solar (Presidenta) (enlace roto disponible en Internet Archive; véase el historial, la primera versión y la última)., Fernando Zegers Ramírez, la religiosa Blanca Rengifo, María Elena López, asistente social y el sacerdote Rafael Maroto. Su directorio evidenciaba el carácter transversal de la iniciativa: María Maluenda, exdiputada del Partido Comunista; Juan Pablo Cárdenas, periodista; el médico Manuel Almeyda del Partido Socialista; el demócratacristiano y exrector de la Universidad Católica, Fernando Castillo Velasco, entre otros.
El Comité de Defensa de los Derechos del Pueblo se caracterizaba por se una organización que no solo actuaba en defensa de los derechos civiles y políticos. Desde su origen abrigó en su seno la participación de diversas organizaciones sociales democráticas, además de las Agrupaciones de familiares de las víctimas de la dictadura (Detenidos Desaparecidos, Ejecutados Políticos, Presos Políticos), sino además de estudiantes (Unión Nacional de Estudiantes Democráticos (UNED), Agrupación de Profesionales Democráticos (APD), Coordinadora de Agrupaciones Poblacionales (COAPO), Coordinadora de Comités de Trabajadores (CCT), Comités de Defensa de la Mujer (CODEM), Trabajadores de la Cultura, entre otras. 
Esta característica de CODEPU estaba fundada en la convicción de que los derechos humanos se fundan en los derechos de los pueblos, discrepando de la idea de que los derechos humanos podemos diferenciarlos por su generación. Los derechos humanos nacen en las luchas populares, y la ley no hace más que reconocer su existencia. Obviamente los Derechos Civiles y Políticos reconocidos como derechos de primera generación, no necesariamente son efectivamente la primera generación de derechos, pues la reivindicación de alimentación, salud, abrigo, educación, son demandas sociales son luchas que dan origen a fuertes represiones y atentados a la vida y la libertad, que son efectos reivindicados por el Pacto de Derechos Civiles y Políticos dando origen a la idea de ser derechos de primera generación.
Desde su origen, CODEPU ha reivindicado como carta de principios fundamental la Declaración de los Derechos de los Pueblos de Argel, aprobada en las Naciones Unidas en el año 1976. entendiendo que la autodeterminación de los pueblos son fundamento de los derechos individuales y colectivos.
CODEPU, en su desarrollo durante los años de dictadura militar, entre 1980 y 1990, fue víctima de diversos atentados y amenazas. Sus sedes fueron atacadas por los organismos de seguridad del Estado, sus dirigentes detenidos y torturados, siendo Patricio Sobarzo<, dirigente de CODEPU en la región Metropolitana asesinado en un falso enfrentamiento. 
En 1990, con la salida del dictador, la organización centró su quehacer en la lucha contra la impunidad de los responsables de los crímenes de la dictadura, como un elemento esencial de la recuperación de la democracia.
A partir de las intensas jornadas de movilización social desatadas desde el 18 de octubre de 2019, con equipos de voluntarios, abogados, médicos, enfermeras y psicólogos CODEPU se  desplegó "en cuarteles policiales, centros de salud y en diversos territorios para prestar atención jurídica y de salud a las víctimas de violaciones a los derechos humanos" 